# Ponte Isidro dos Reis
A Ponte João Joaquim Isidro dos Reis, também referida por Ponte da Chamusca, Ponte Isidro Reis e Ponte Metálica da Chamusca, está localizada sobre o rio Tejo na Estrada Nacional 243, unindo as vilas de Chamusca e Golegã. Esta estrutura, inaugurada em 1909, é um exemplar emblemático da construção em ferro, muito em voga no final do século XIX e no início do século XX.
A ponte tem uma extensão de 756 m, sendo constituída por 11 tramos, dos quais os da extremidade são semelhantes e com um vão de 57,1 m, tendo os restantes nove tramos, iguais entre si, um comprimento de 71,3 m. O tabuleiro da ponte é metálico, sendo a sua largura constante de perfil transversal e com duas faixas de rodagem. Os passeios subdividem-se em duas partes: a interior ao caixão, e inacessível aos peões, e a exterior à superstrutura, destinada à passagem de peões.

## História

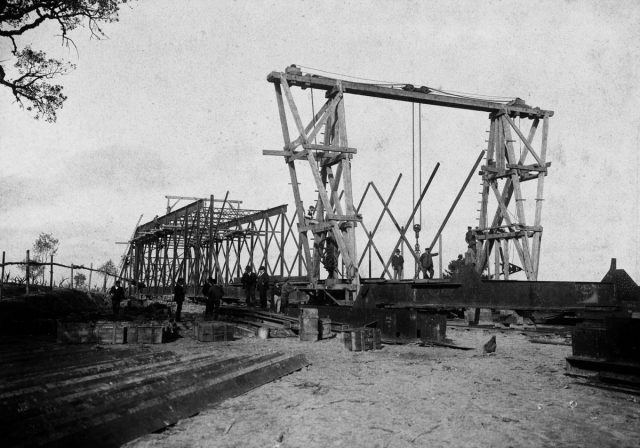
Em construção.

A construção da ponte foi, sem dúvida, uma das mais importantes obras realizadas no concelho durante o século passado. A facilidade e a enorme rapidez de transporte entre as duas margens do Tejo que a ponte veio permitir não tinham qualquer paralelo com o serviço proporcionado pelas barcas de passagem, que foram então abandonadas. A esta obra ficou associado o nome de João Joaquim Isidro dos Reis, que fez da construção da ponte uma das principais batalhas da sua vida.
A 31 de Agosto de 1875, a Chamusca perde a sua autonomia comarcã, com a transferência da sua sede para a Golegã. Já em 1879, estando no poder o Partido Progressista, do qual fazia parte João Joaquim Isidro dos Reis, este intercedeu junto do governo, para que fosse restaurada a comarca da Chamusca, ou em alternativa lhe fizessem a ponte sobre o Tejo, alegando que a sua situação política seria insustentável se não lhe dessem um destes melhoramentos. A 10 de Maio de 1889, João Joaquim Isidro dos Reis, acompanhado pelos representantes das Câmaras de Torres Novas e Golegã, vai a Lisboa pedir ao conselheiro José Luciano de Castro a construção da ponte, o que levou à aprovação do projecto pela Comissão das Obras Públicas da Câmara dos Pares e à autorização da sua construção em 1899. 
Em 1900, no Conselho de Administração dos Caminhos de Ferro do Estado, Isidro dos Reis interveio junto do então conselheiro, Engenheiro José Fernando de Sousa, para que no plano da rede complementar dos caminhos-de-ferro entre o Mondego e o Tejo se fizesse o ramal de Torres Novas à Golegã, no intuito de vir a servir a Chamusca através da nova ponte. No entanto, este projecto nunca se veio a concretizar e a Chamusca nunca foi servida por caminhos-de-ferro.
A construção da ponte foi adjudicada à companhia francesa Fives-Lille a 21 de Outubro de 1905 e arrancaria somente em 1908, apesar de a primeira pedra ter sido lançada em Maio de 1906 (o primeiro dos onze tramos da ponte seria corrido a 22 de Fevereiro de 1908). A abertura da ponte ao trânsito ocorreu a 31 de Agosto de 1909. 